# Darrell Pace
Darrell Owen Pace est un archer américain.

## Palmarès
- Jeux olympiques
  -  Médaille d'or à l'individuel homme aux Jeux olympiques d'été de 1976 à Montréal.
  -  Médaille d'or à l'individuel homme aux Jeux olympiques d'été de 1984 à Los Angeles.
  -  Médaille d'argent à la compétition par équipes homme aux Jeux olympiques d'été de 1988 à Séoul.